# Tasiujaq
Tasiujaq (en inuktitut ᑕᓯᐅᔭᖅ, que significa "que se parece a un lago") es un asentamiento inuit situado en la región de Nunavik, en la región administrativa de Nord-du-Québec (provincia de Quebec, Canadá). Según el censo de Canadá de 2021, su población era de 420 habitantes.

## Geografía
El pueblo está situado a orillas de la Rivière aux Feuilles (en francés "río de las Hojas"), que forma un lago que conduce a la Baie aux Feuilles ("bahía de las Hojas"), situada a su vez en la bahía de Ungava y famosa por sus excepcionales mareas, que superan con frecuencia los 15 m. Se encuentra a pocos kilómetros al norte del límite del bosque, donde la tundra arbustiva da paso finalmente a la tundra ártica.
El lecho rocoso de Tasiujaq se compone de formaciones sedimentarias y metamórficas, principalmente arenisca, pizarra, grauvaca y argilita. En las proximidades hay mineral de hierro, dolomita y rocas máficas.
La región es muy rica en mamíferos marinos (foca y beluga), peces (salvelino, salmón atlántico, trucha), patos (sobre todo eider) y muchas aves marinas; además, en los alrededores hay cerca un millar de bueyes almizcleros. En las islas de la Baie aux Feuilles y los acantilados que la rodean suelen anidar halcones gerifaltes y halcones peregrinos.
Tasiujaq tiene un puerto a cinco kilómetros al norte del pueblo, en la isla Rowe. El aeropuerto de Tasiujaq se encuentra a unos kilómetros al sur. Además, Tasiujaq constituye el punto de llegada de los piragüistas que descienden por la Rivière aux Feuilles.

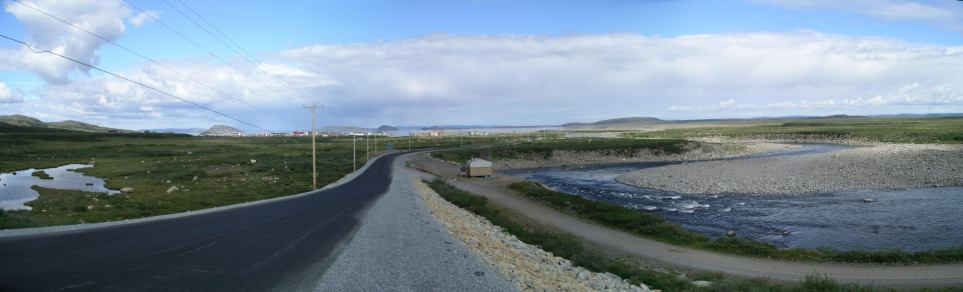
Vista de Tasiujaq desde el sur.

## Historia
Los primeros registros  históricos que documentan la existencia de un asentamiento en esta zona se remontan a 1830. Aquel año, los registros de la Compañía de la Bahía de Hudson reflejan que algunos inuit acudían al puesto comercial que acababa de instalarse en Kuujjuaq para abastecerse de diversos productos. Esta visita no era la primera, puesto que Tasiujaq ya era un punto de parada en la larga ruta de trineos tirados por perros que unía Ivujivik con Kuujjuaq. Estos intercambios explican también por qué la  Compañía de la Bahía de Hudson decidió en 1833 instalar un puesto de aprovisionamiento en Anse du Comptoir, a unos veinte kilómetros al este del pueblo actual. El puesto, abandonado en 1842, fue ocupado de nuevo en 1905 por la compañía peletera francesa Revillon Frères y en 1907 por la Compañía de la Bahía de Hudson.Ambos puestos fueron clausurados en 1935, sin que se llegara a desarrollar ningún poblado a su alrededor.
En 1941, Estados Unidos empezó a construir una base militar en Kuujjuaq, decisión que marcó el declive comercial de Tasiujaq, que fue abandonado por sus habitantes. Sólo quedó una familia, los Cain. De 1950 a 1955, la explotación de un yacimiento minero por la empresa Fenimore Iron Mines reactivó temporalmente la actividad local, pero no fue hasta 1966 cuando los inuit se instalaron definitivamente en la comunidad. Dado que en Kuujjuaq la vida silvestre era escasa y muchos inuit se veían obligados a depender de las ayudas económicas del gobierno, en 1963 el Gobierno de Quebec decidió crear un pueblo en la orilla sur del Lac aux Feuilles, donde los recursos faunísticos eran más abundantes que en Kuujjuaq.

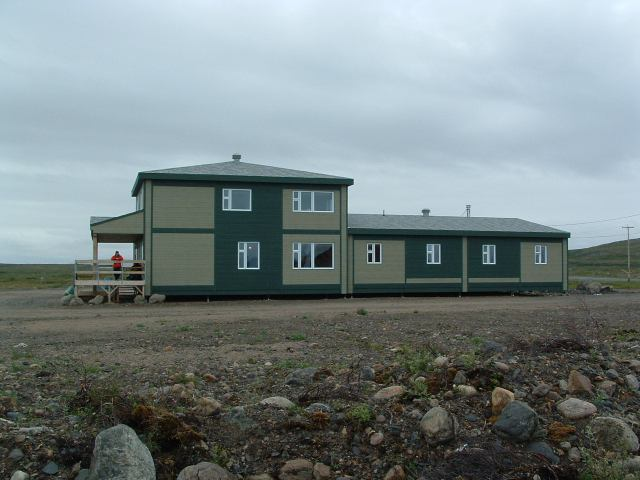
El Hotel Iqaluppik, al sur de Tasiujaq

En 1966, a punto de iniciarse el proyecto, había división entre las familias inuit que se iban a realojar a cuenta del lugar en el que debía construirse su futuro poblado. Se consideraron dos posibles emplazamientos: un paraje conocido como Qaamanialuk Paanga y el lugar donde se encontraban los antiguos puestos comerciales. Se optó finalmente por Qaamanialuk Paanga por su fácil acceso desde el mar, por la proximidad del río Bérard, que proporcionaba el agua potable necesaria, y por la existencia de espacio para construir una pista de aterrizaje. El nuevo poblado recibió el nombre de Tasiujaq. La razón principal por la que no se eligió el emplazamiento del antiguo puesto comercial para la construcción de la nueva aldea fue que su playa estaba salpicada de grandes rocas, y el acceso por barco en verano habría sido muy dificultoso.
En 1971, los residentes abrieron una tienda cooperativa que, en la actualidad, está asociada a la Federación de Cooperativas del Norte de Quebec. En 1980, Tasiujaq fue constituido oficialmente como municipio de pueblo nórdico.
Desde 1996, los servicios policiales, al igual que en los demás pueblos de la región de Kativik, corren a cargo de la Policía Regional de Kativik (KRPF).

## Demografía
En el Censo de Población de 2021 realizado por Statistics Canada, Tasiujaq tenía una población de 420 habitantes, lo que supone un aumento del 13,8% con respecto a la población registrada en 2016, que era de 369 habitantes. Su superficie es de 65,53 km², por lo que su densidad de población en 2021 era de 6,4 habitantes/km².
Como ocurre en muchos poblados inuit, hay una gran población joven. En 2021, el 34,5% de la población tenía menos de quince años. La media de edad era de 21,2 años.

### Idiomas
En Tasiujaq, según el Instituto de Estadística de Quebec, la lengua más hablada en el hogar en 2011 era el inuktitut (90%), seguido del inglés (5%) y el francés (3,33%).

## Educación

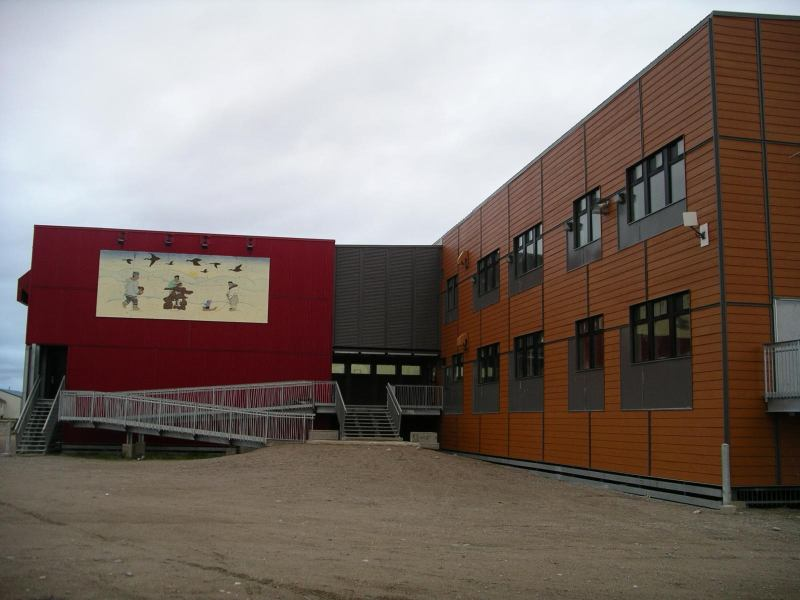
La Escuela Ajagudak de Tasiujaq

La Comisión Escolar de Kativik gestiona la Escuela Ajagutak.